# Die Jesuiterkirche in G.
Die Jesuiterkirche in G. ist eine Erzählung von E. T. A. Hoffmann, die Ende 1816 im ersten Teil der Sammlung „Nachtstücke“ bei Reimer in Berlin erschien. Der Autor hatte die Niederschrift im August desselben Jahres beendet.
In diesem Nachtstück „aus den Papieren eines reisenden Enthusiasten“ geht es um eine kostbare, ach so flüchtige Gabe: die Schaffenskraft des bildenden Künstlers Berthold.

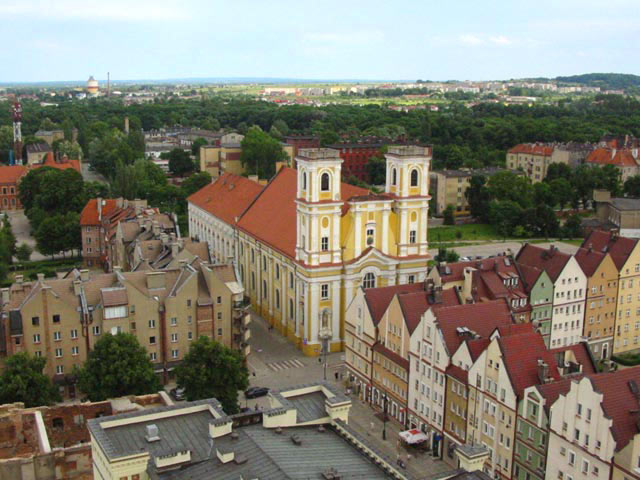
Jesuitenkirche in Glogau

## Inhalt
Nahe bei G. passiert es. Die Postkutsche des reisenden Enthusiasten – also des Ich-Erzählers E. T. A. Hoffmann – bricht entzwei. Während der darauf folgenden dreitägigen Zwangspause hat der Reisende keine Langeweile. Er grübelt und gräbt eine Adresse aus dem Gedächtnis, von der er früher einmal hat reden hören. Der Weg führt zu Aloysius Walther. Das ist in G. ein Professor im Jesuiten-Collegio. Der Professor spricht über die bauliche Beschaffenheit der Kirche. Deren Innenwände werden neu übermalt. Große Meister der Malerkunst – so Aloysius Walther – machten um G. einen Bogen. Es habe nur zu einem „dürftigen Wandpinsler“ gereicht. Der reisende Enthusiast, neugierig geworden, besichtigt zusammen mit dem Professor die Malerarbeiten. Berthold heißt der Künstler. Auf das insistierende Fragen des Enthusiasten, Berthold betreffend, antwortet Aloysius Walther reserviert.
Der reisende Enthusiast ist ein Unruhegeist. Um Mitternacht spaziert er noch einmal – diesmal allein – zur Kirche und überrascht Berthold bei der Arbeit. Der Künstler zelebriert im Fackelschein absonderliche Schattenspiele. Es pressiert. Der Enthusiast hilft Berthold beim Aufbau eines Gerüsts. Die Nacht verrinnt. Der Morgen dämmert. Sonnenstrahlen brechen herein. Der Enthusiast bewundert Bertholds Werk der letzten Nacht. Ein Altarbild wird entstehen.
Der Enthusiast möchte vom Professor mehr über den nächtlichen Maler wissen. Sanft, gutmütig, arbeitsam und nüchtern sei dieser junge Mann, bekommt der Enthusiast als lapidare Antwort. Als er nicht locker lässt, übergibt ihm der Professor die Vita Bertholds, aufgezeichnet von einem anderen Enthusiasten. Bei dem Verfasser handelt es sich um einen jungen Mann, der auf dem Collegio studierte und Berthold mitunter zur Hand ging.
Nach dem Papier hatte der alte Maler Stephan Birkner den in ärmlichen Verhältnissen lebenden Eltern Bertholds empfohlen, den Jungen zur Ausbildung nach Italien zu schicken. In Rom wird Berthold Hackerts Schüler. Der alte Malteser, ein wunderlicher Maler, hält Berthold für talentiert und zeigt ihm einen steinigen Weg zum Künstler: Wer „in den tiefern Sinn der Natur“ eingedrungen ist, dem werden in seinem „Innern ihre Bilder in hoher glänzender Pracht aufgehen“. Am Golf von Neapel schließlich erscheint dem jungen Maler um 1798 eines dieser ersehnten Bilder leibhaftig in Gestalt der Prinzessin Angiola T. Berthold verliebt sich in die Adelige, führt sie als seine Gattin ins süddeutsche M. und will dort mit seiner Kunst die kleine Familie ernähren. Das Porträtieren der Geliebten misslingt. Das Eheleben hat die Kraft des Künstlers gebrochen. Die Prinzessin gebiert einen Sohn. Berthold wünscht den Tod von Frau und Kind – angeblich, weil Angiola ihn um sein Leben betrogen habe. Nachbarn zeigen den Wahnsinnigen an. Als die Polizei ihn verhaften will, ist die dreiköpfige Familie nicht auffindbar. Ein Berthold „voll heitern Mutes“ wird im oberschlesischen N. gesehen. E. T. A. Hoffmann – genauer, der schriftstellernde Student – schreibt, der Maler habe „sich seines Weibes und Kindes entledigt“.
Der reisende Enthusiast unterhält sich nach der Lektüre mit dem Professor Aloysius Walther über das Papier des enthusiastischen Studenten. Während der reisende Enthusiast den Maler Berthold einen „ruchlosen Mörder“ nennt, traut der Professor dem Maler die Tat nicht zu. Der reisende Enthusiast will Gewissheit. So geht er noch einmal in die Jesuiterkirche, steigt zu dem malenden Berthold aufs Gerüst und fragt den Künstler „plötzlich: Also in heillosem Wahnsinn mordeten Sie Weib und Kind?“ Berthold wäscht seine Hände in Unschuld. Der maßlos Entsetzte will sich mit dem reisenden Enthusiasten vom Gerüst stürzen. Der unliebsame Besucher kommt mit dem Leben davon, indem er den Künstler mit einer kleinen kritischen Anmerkung zu seiner aktuellen Farbgebung – das „häßliche Dunkelgelb“ betreffend – ablenkt.
Der reisende Enthusiast wird dann vom Professor für seinen letzten Auftritt in der Kirche ausgelacht und reist in der reparierten Kutsche weiter.
Ein halbes Jahr später teilt der Professor dem Enthusiasten mit, Berthold habe in der Jesuiterkirche von G. ein großes, herrliches Altarbild hinterlassen und sich darauf vermutlich im O – Strom (in der Oder) ertränkt.

## Form
E. T. A. Hoffmann zitiert sich gern selbst. Als der Professor dem Enthusiasten das „Studenten-Machwerk“ überreicht, verkennt er ihn: „...ich weiß, daß Sie kein Schriftsteller sind. Der Verfasser der Fantasiestücke in Callots Manier hätte es eben nach seiner tollen Manier arg zugeschnitten und gleich drucken lassen, welches ich nicht von Ihnen zu erwarten habe.“
Auch jener schriftstellernde Student erzählt – genau so wie E. T. A. Hoffmann – frei von der Leber weg: „Einer..., wir wollen ihn Florentin nennen,...“
Künstler sind nicht normal. Dieser Satz findet sich zwar nicht in E. T. A. Hoffmanns Text, ist jedoch der knappe Sinn manch kauzig-humoriger Szene – siehe oben; zum Beispiel der finale Streit des reisenden Enthusiasten mit Berthold auf dem Maler-Gerüst in der Jesuiterkirche.

## Rezeption
Äußerung nach dem Erscheinen
- In der „Allgemeinen Literatur-Zeitung“ wird von einer „vorzüglich“ gelungenen Schilderung der „kecken Art“ gesprochen.[12]

Neuere Äußerungen
- Das Wort „Nachtstück“ sei im Deutschen im 17. Jahrhundert in Übertragungen aus dem Italienischen aufgetaucht. Ursprünglich habe es in der Malerei für „pittura di notte“ gestanden.[13]
- In seinem Kommentar weist Steinecke[14] auf Hintergründe hin. Im Juli 1796 habe E. T. A. Hoffmann in Glogau dem Maler Aloys Molinary[15] beim Ausmalen der Kirche geholfen.[A 4] Berthold trage sowohl Züge Molinarys als auch E. T. A. Hoffmanns. Zum Beispiel habe der Autor seine Neigung zu Dora Hatt verarbeitet. E. T. A. Hoffmann habe Goethes biographische Skizze über Hackert (Tübingen 1811) verwendet.
- Nach Heimes[16] stehe das hinterlassene Altarbild – also „das vollkommene Gemälde“ – gleichsam als Epitaph für den verschollenen – wahrscheinlich toten – Künstler.
- Safranski[17] kreidet E. T. A. Hoffmann flüchtige Arbeitsweise an.
- Gerhard R. Kaiser verweist auf einen Illustrator[18], nennt zwei weiterführende Literaturstellen (Klaus-Dieter Dobat 1984 sowie Peter von Matt 1971: S. 61, 2. Z.v.u. (Verweis: S. 9, Eintrag Dobat; S. 10, Eintrag von Matt)) und registriert „eine schrittweise sich verdunkelnde Erzählung“[19] (siehe auch Jeanine Charue-Ferrucci in ihrem Beitrag „Rot und Schwarz in den Nachtstücken. Versuch einer Motivanalyse“ in Paul, S. 166, 13. Z.v.o.).
- Jean-Jacques Pollet führt in dem Beitrag „Wort- und Bildsinn in Hoffmanns Nachtstücken“ aus, „bürgerliches Wohlleben“ richte Bertholds „Kunst zugrunde“[20]. Das Warum untersucht Michel Cadot in „Kunst und Artefakt in einigen Nachtstücken Hoffmanns“.[21] Bertholds Porträt der Prinzessin missglückt, nachdem er sie geehelicht hat. In der Jesuiterkirche auf dem Gerüst im Dialog mit dem reisenden Enthusiasten gehe Berthold der Ursache auf den Grund. Kunst, so finde er, tangiere „das Übermenschliche“. Es „muß Gott oder Teufel sein“.[22] Berthold erliege Letzterem: „Der Teufel narrt uns mit Puppen, denen er Engelsfittiche angeleimt.“[23]
- Jeanine Charue-Ferrucci geht in ihrem Beitrag „Rot und Schwarz in den Nachtstücken. Versuch einer Motivanalyse“[24] detaillierter auf die Furcht ein, die E. T. A. Hoffmann in seinem Nachtstück erzeugen möchte.
- Jules Keller hebt in „Weder Engel noch Tier. Das Gute und das Böse in den Nachtstücken E. T. A. Hoffmanns“[25] „die romantische Suche nach dem Ideal“ als Bertholds eigentliches Streben hervor. Berthold gleiche jenem Prometheus, der dieses Ideal zwar gesehen habe, aber nicht erreichen könne. Bertholds Sinnlichkeit sei an allem schuld. Die „Rache der Götter“ folge sogleich.
- Nickel[26] verweist bei der Untersuchung des Begriffes „Nachtstück“ auf E. T. A. Hoffmanns Intermezzo als Dekorationsmaler am Theater Bamberg. Danach greife der Autor bei der Schilderung nächtlicher Szenen auf seine Bühnenpraxis, hier die Hell-Dunkel-Malerei, im Verein mit lichttechnischen Effekten, zurück.

### Erstausgabe
- S. 212–278 in: Nachtstücke herausgegeben von dem Verfasser der Fantasiestücke in Callots Manier. Erster Theil. Berlin, 1817. In der Realschulbuchhandlung[27]

### Verwendete Ausgabe
- E. T. A. Hoffmann: Die Jesuiterkirche in G. S. 110–140 in: Hartmut Steinecke (Hrsg.): E. T. A. Hoffmann: Nachtstücke. Klein Zaches. Prinzessin Brambilla. Werke 1816–1820 Deutscher Klassiker Verlag im Taschenbuch. Bd. 36. Frankfurt am Main 2009, ISBN 978-3-618-68036-9 (entspricht: Bd. 3 in: Hartmut Steinecke (Hrsg.): „E. T. A. Hoffmann: Sämtliche Werke in sieben Bänden“, Frankfurt am Main 1985)

### Sekundärliteratur
- Johann Wolfgang von Goethe: Philipp Hackert. Biographische Skizze. Meist nach dessen eigenen Aufsätzen entworfen von Goethe 1811, in: Goethe, Johann Wolfgang von: Kunsttheoretische Schriften und Übersetzungen. Schriften zur Bildenden Kunst, Bd. 19, Berlin 1973, S. 523–721.
- Rüdiger Safranski: E. T. A. Hoffmann. Das Leben eines skeptischen Phantasten. 2. Auflage. Fischer-Taschenbuch-Verlag, Frankfurt am Main 2001, ISBN 3-596-14301-2 (Lizenzgeber: Hanser 1984)
- Gerhard R. Kaiser: E. T. A. Hoffmann. Metzler, Stuttgart 1988, ISBN 3-476-10243-2. (Sammlung Metzler; 243; Realien zur Literatur)
- Detlef Kremer: E. T. A. Hoffmann zur Einführung. Junius Verlag, Berlin 1998, ISBN 3-88506-966-0.
- Jean-Marie Paul (Hrsg.): Dimension des Phantastischen. Studien zu E. T. A. Hoffmann. Röhrig Universitätsverlag, St. Ingbert 1998 (Saarbrücker Beiträge zur Literaturwissenschaft; Bd. 61), ISBN 3-86110-173-4
- Gero von Wilpert: Lexikon der Weltliteratur. Deutsche Autoren A – Z. 4. völlig neubearbeitete Auflage. Kröner, Stuttgart 2004, ISBN 3-520-83704-8, S. 284, 2. Spalte unten
- Almut Constanze Nickel: Das literarische Nachtstück. Studien zu einer vernachlässigten Gattung. Peter Lang, Frankfurt am Main 2010, ISBN 978-3-631-55506-4 (Anselm Maler (Hrsg.): Studien zur neueren Literatur, Bd. 14, zugleich Dissertation Universität Kassel im Mai 2008)
- Alexandra Heimes: Die Jesuiterkirche in G. S. 190–196 in Detlef Kremer (Hrsg.): E. T. A. Hoffmann. Leben – Werk – Wirkung. Walter de Gruyter, Berlin 2009, ISBN 978-3-11-018382-5